# Лиска, Ханс
Ханс Ли́ска (нем. Hans Liska; 19 ноября 1907, Вена — 26 декабря 1983, Шеслиц) — австрийский художник. Известен работами на военную тему, иллюстрациями в журналах и книгах.

## Биография
Ханс Лиска (Hans Liska) был одним из самых известных немецких художников, работавших в годы Второй мировой войны. 
Австрийский художник Ханс Лиска попал на фронт в 1939-м году в составе одной из рот пропаганды в которой и прослужил всю войну. Подобные роты придавались каждой немецкой армии. Эти подразделения обладали некоторой свободой действий - они могли сами выбрать участок фронта, на котором освещать военные действия. Часто рота разделялась на отдельных бойцов, которые действовали в составе обычных строевых частей Вермахта. Солдаты-пропагандисты, проходившие и обычную военную подготовку немецкого пехотинца, должны были уметь писать репортажи, снимать эффектные фотографии и не менее эффектные кинокадры, рисовать фронтовые пейзажи. 
Рисунки Ханса Лиски публиковали не только ведущие немецкие издания, такие как «Berliner Illustrirte Zeitung» и «Signal», но и журналы в нейтральных странах. В 1942 и 1944 годах издательство «Karl Werner» из Райхенбаха выпустило два альбома его рисунков. Умер в Шеслице.